# Élisabeth Lerminier
Élisabeth Lerminier est une journaliste française née en avril 1947 à Jargeau (Loiret).
Elle exerce son activité professionnelle dans différents types de médias : radio (FIP, France Inter, RFI), presse écrite (Télérama), télévision (France 2, France 3, La Cinquième) et Internet (actions éducatives de France 5).
Elle est aujourd’hui journaliste et conseil éditorial.

## Biographie

### Études
Après des études à l’École alsacienne de Paris, puis de mathématiques au campus de Jussieu de Paris et de sciences économiques à l'université Paris II Panthéon-Assas, elle rejoint le centre de formation des journalistes de Paris (promotion 1970).

### Carrière
Elle commence sa carrière à Marseille au Provençal, journal de la presse quotidienne régionale édité jusqu'en 1997, devenu La Provence après sa fusion avec Le Méridional.
Elle participe ensuite à la création de FIP, initialement France Inter Paris, où elle s’occupe de l’information locale, puis à la création des autres stations FIP en région. Elle travaille parallèlement pour le programme radiophonique L'Oreille en coin sur France Inter,, et pour France Culture et RFI. Elle dirige par ailleurs une collection de livres pratiques aux Éditions Albin Michel. 
Après avoir publié un Guide FIP à votre service avec des consœurs de France Inter, elle rejoint l'équipe de rédaction du magazine Télérama en 1980, pour participer à la naissance du « Petit Journal », le supplément parisien, l'un des premiers city-magazine en France.
En 1983, après la publication de Paris, mon amour, elle exerce son métier de journaliste en indépendante, notamment à l’étranger (Chine, Viêt Nam, Afrique…) pour Libération, Le Matin de Paris ou Radio France.
En 1985, elle est appelée par la société Digital Equipment Corporation (DEC), l'un des leaders mondiaux du secteur de l'informatique, pour s’occuper de la communication interne. Elle y gère les supports d’information et organise les séminaires de management. 
En 1990, le directeur de la Grande halle de la Villette lui propose de le rejoindre pour gérer la programmation des spectacles et des expositions.
En 1991, elle s'oriente vers la télévision. Tout d'abord, au sein de l’agence CAPA où elle gère la coordination d'un magazine sur l’environnement « Sauve qui veut », pour France 2. Puis, en 1995, elle est l’une des responsables des programmes de Télé emploi, « la chaîne de l'information pour l'emploi et la formation ». Cette expérience sera suivie d’un magazine quotidien sur France 3, Emploi du temps, dont elle est chef de rubrique.
Début 1996, elle rejoint la Cinquième, aux côtés de Jean-Marie Cavada et Jean Mino. Elle y est éditrice des programmes du secteur monde du travail/économie et produira environ 1 000 heures de programmes, du programme court aux séries documentaires, et développe l’offre numérique en ligne qui aboutit au site web France 5 Emploi.
En 2001, quand la Cinquième devient France 5 et supprime son unité, elle rejoint la direction du développement et des actions éducatives où elle est responsable éditorial des offres sur internet du groupe France Télévisions : lesite.tv, en partenariat avec le centre national de documentation pédagogique (CNDP), et curiosphere.tv, la web TV éducative du France Télévisions, devenue education.francetv.fr/.
Parallèlement, elle revient périodiquement à France Inter. En 1994, aux côtés de Kriss, pour deux heures quotidiennes sur ce qui s’invente pour lutter contre la crise puis de 2006 à 2010, avec une chronique hebdomadaire dans Kriss Crumble du dimanche, où elle fait le portrait d’innovateurs, sur un plan international.
Fin août 2010, elle quitte France Télévisions pour de nouveaux projets, d’auteur, de conseil éditorial et de journalisme.
En novembre 2012, elle participe à la création de Biomood, le premier féminin éco-pratique, aux côtés de Corinne Allavena, fondatrice de la société d'édition Mascotte Medias. Puis de Cuisine naturelle, en juin 2014. 
En août 2014, elle crée l'association "Les passagers de l'Astroport", l'usine/atelier de Jacques Lélut au cœur de Bonnières sur Seine, transformée en lieu associatif à vocation culturelle et sociale

### Famille
Élisabeth Lerminier est la fille de Lucie et Georges Lerminier, acteur de la décentralisation du théâtre en France et à l'origine du prix Georges-Lerminier du Syndicat de la critique
Mariée au plasticien et metteur en scène Jacques Lélut, elle est mère de deux enfants.

## Ouvrage
- Claude Giraud, Carole Huit, Élisabeth Lerminier et Simone Hérault, Le Guide FIP à votre service, collectif, Paris, éditions Balland, 1981, 307 p.  (ISBN 978-2715802933)